# Brachylomia pygmaea
Brachylomia pygmaea là một loài bướm đêm trong họ Noctuidae.